# Vermont Square (Los Ángeles)
Vermont Square es un barrio en Los Ángeles, California (Estados Unidos), dentro de la región Sur de Los Ángeles. La biblioteca Sucursal de Vermont Square, un monumento histórico-cultural designado, se encuentra en esta comunidad.

## Geografía

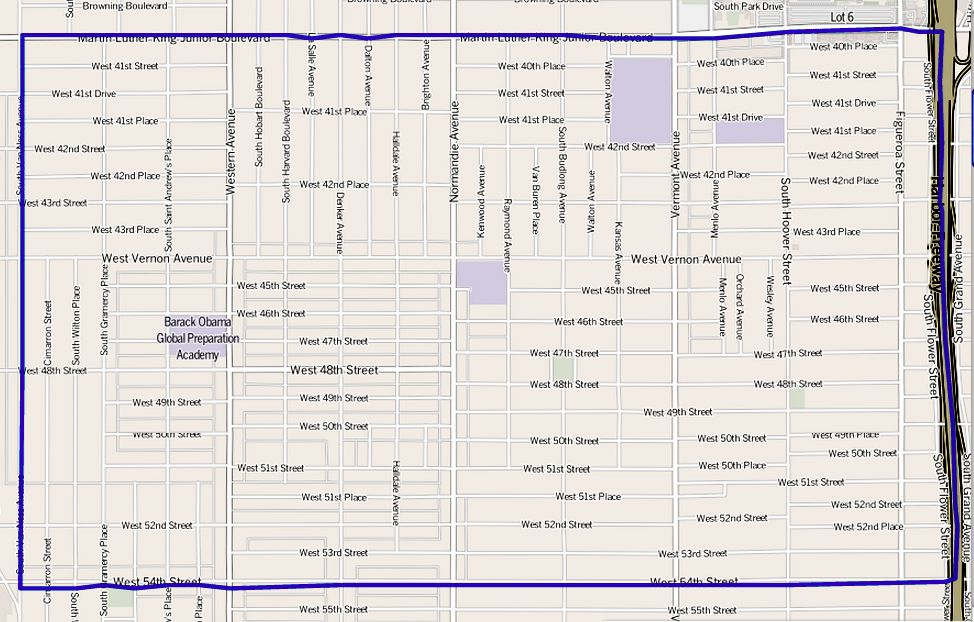
Vermont Square como lo describe Los Angeles Times

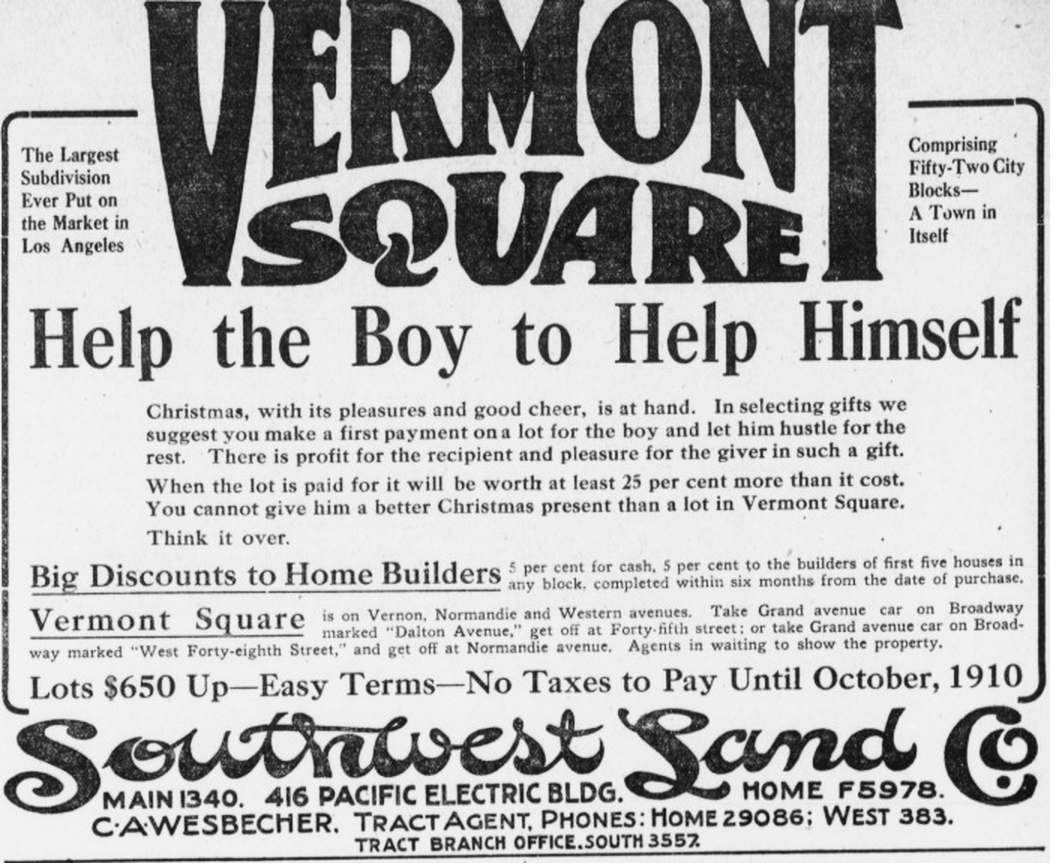
Anuncio de ventas de tractos, Los Angeles Herald, 1909, "La subdivisión más grande jamás puesta en el mercado en Los Ángeles"

Vermont Square es un vecindario de 2,54 millas cuadradas (6 578 600 m²). Los límites de las calles del vecindario son el Bulevar Martin Luther King Jr. al norte, Harbor Freeway al este, West 54th Street al sur y South Van Ness Avenue al oeste.
Limita con Exposition Park al norte, Sur-Central Histórico al noreste, South Park al este, Vermont-Slauson, Harvard Park y Chesterfield Square al sur y Hyde Park y Leimert Park al oeste. 

## Población
Un total de 42,284 personas vivían en las 2,54 millas cuadradas (6 578 600 m²) de Vermont Square, según el censo de EE. UU. del año 2000, con un promedio de 17,798 personas por milla cuadrada, una de las densidades de población más altas de la ciudad en su conjunto. La población se estimó en 47,555 en 2008. La edad promedio fue de 26 años, considerada joven en comparación con la ciudad en su conjunto. Los porcentajes de residentes jóvenes, desde el nacimiento hasta los 18 años, estaban entre los más altos del condado.
Dentro del barrio, los latinos constituían el 58.5% de la población, con afroestadounidenses en el 39.2%, blancos en el 1.4%, los asiáticos en el 1.1% y otros en el 1.8%. México y El Salvador fueron los lugares de nacimiento más comunes para el 38.5% de los residentes nacidos en el exterior, un porcentaje normal de nacidos en el extranjero en comparación con la ciudad o el condado en su conjunto.
El ingreso familiar promedio de $29,904 en dólares de 2008 se consideró bajo para la ciudad y el condado. El porcentaje de hogares que ganaban $20,000 o menos era alto, en comparación con el condado en general. El tamaño medio del hogar de 3,4 personas era alto para la ciudad. Inquilinos ocupaban el 63,2% de las unidades de vivienda y los propietarios ocuparon el resto.
En 2000, había 2,519 familias encabezadas por padres solteros, o el 26,7%, una tasa alta para el condado y la ciudad.
Los residentes de Vermont Square con un título universitario de cuatro años representaron el 5.3% de la población de 25 años o más en 2000, lo que fue una cifra baja en comparación con la ciudad y el condado en general; el porcentaje de residentes con menos de un diploma de escuela secundaria fue alto para el condado.

## Educación

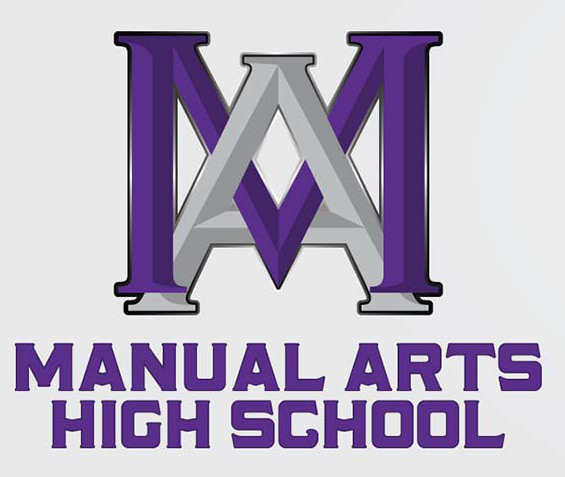
Logotipo de Manuel Arts High School

El Distrito Escolar Unificado de Los Ángeles tiene 12 escuelas dentro de Vermont Square. Estos son:
- Manual Arts Senior High School, LAUSD, 4131 South Vermont Avenue, una escuela secundaria al otro lado de la calle del Los Angeles Memorial Coliseum.
- Manual Arts Community Adult School, LAUSD, 4131 South Vermont Avenue
- Barack Obama Global Preparatory Charter Academy, LAUSD, 1708 West 46th Street[2][4][5][6]
- Lou Dantzler Preparatory Charter Middle School, LAUSD, 5029 South Vermont Avenue
- Global Education Academy, LAUSD charter, 4141 South Figueroa Street
- Menlo Avenue Elementary School, LAUSD, 4156 Menlo Avenue
- Normandie Avenue Elementary School, LAUSD, 4506 South Raymond Avenue
- Dr. James Edward Jones Primary Center, LAUSD, 1017 West 47th Street
- Garr Academy of Math and Entrepreneurial Studies, LAUSD charter, 5101 South Western Avenue
- Fifty-Second Street Elementary School, LAUSD, 816 West 51st Street
- Western Avenue Elementary School, LAUSD, 1724 West 53rd Street
- Lou Dantzler Preparatory Charter Elementary School, LAUSD, 1260 West 36th Street

## Parques y Bibliotecas

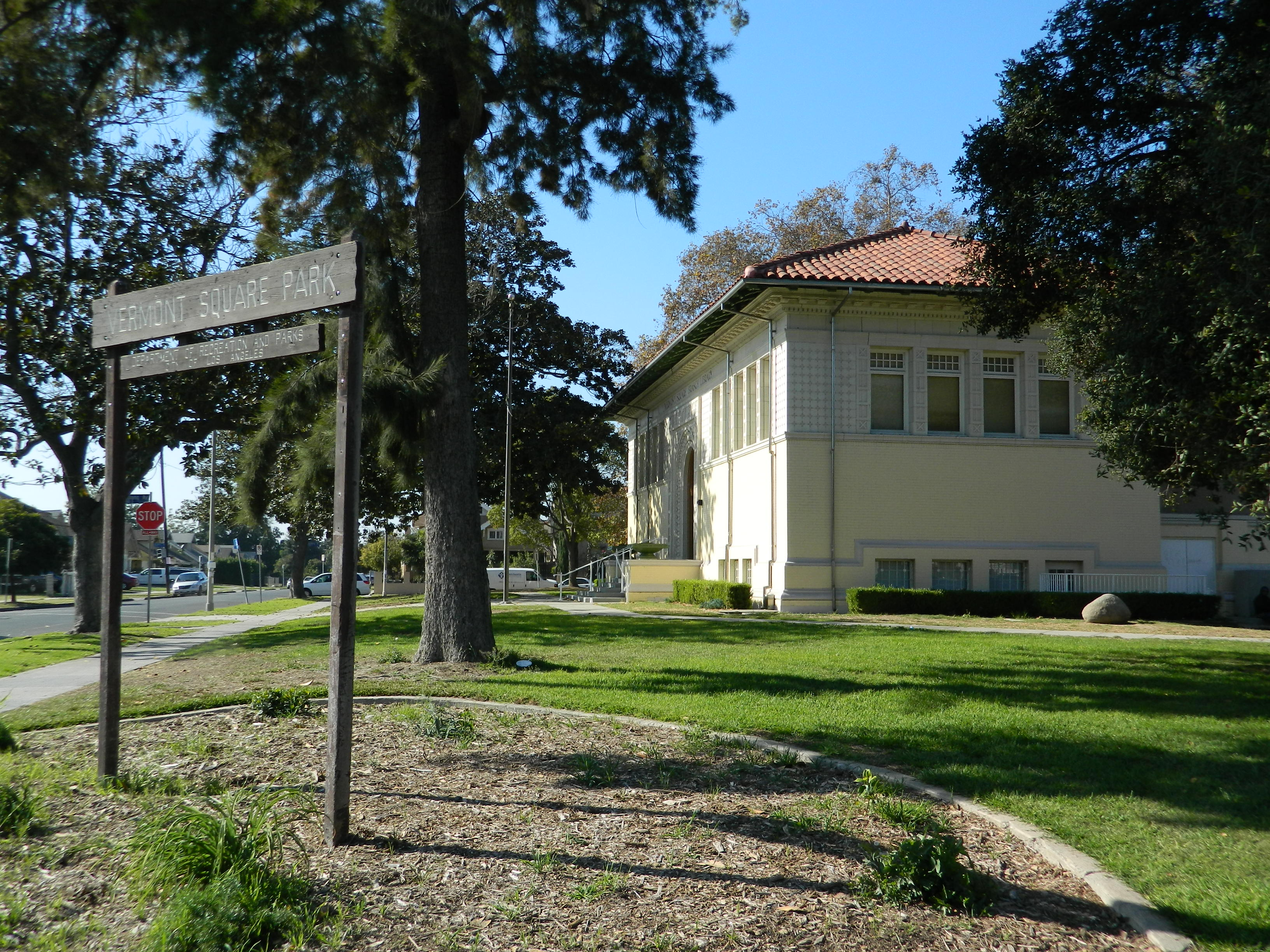
La centenaria biblioteca sucursal de Vermont Square se encuentra en Vermont Square Park.

- 49th Street Park, ubicado en 670 E. 49th Street, cuenta con un área de juegos para niños y bancos.[7]
- Vermont Square Park, ubicado en 1248 West 47th Street, está frente a la biblioteca sucursal de Vermont Square.[1][8] Contiene parrillas para barbacoa, canchas de baloncesto, una zona de juegos para niños y mesas de pícnic.
- La biblioteca de Vermont Square Branch se encuentra en 1201 W. 48th Street. La sucursal más antigua del sistema de bibliotecas públicas de Los Ángeles, fue construida en 1913 con una subvención de Andrew Carnegie y es una de las tres bibliotecas Carnegie que sobreviven en Los Ángeles. Está designado Monumento Histórico-Cultural y figura en el Registro Nacional de Lugares Históricos. Para dirigir a los visitantes, hay letreros instalados en la ciudad en Vermont Avenue en 48th Street , en King Boulevard en Budlong Avenue y en Normandie Avenue en 48th Street.

## Personas notables
- Will H. Kindig, miembro del Concejo Municipal
- Maxine Waters, miembra del Congreso